# 푸펑 그룹
푸펑 그룹(阜豐集團, Fufeng Group)은 중국 대륙에서 가장 큰 사영 글루탐산 나트륨(화학조미료) 생산자이자 두 번째로 큰 잔탄검 생산자이다. 주요 제품으로는 화학조미료, 잔탄검, 비료, 녹말, 설탕 대체 첨가물 등이 있다. 이 회사는 1999년에 설립되었으며 중국 산둥성 빈저우시에 본사를 두고 있다. 현재 CEO는 리 쉐춘이다. 푸펑 그룹은 중국 최대의 글루탐산 나트륨 생산 기업 중 하나이며 아시아, 유럽, 아메리카에 사업장을 두고 전 세계적으로 활동하고 있다. 이 회사의 제품은 "웨이팡 푸펑"이라는 브랜드명으로 판매되며, 잔탄검, 시트르산, 중탄산나트륨과 같은 다른 식품 첨가물도 생산한다. 푸펑 그룹은 홍콩 증권거래소에 상장되어 있다.

## 역사
푸펑은 1999년에 설립되었고 2007년 2월 8일에 홍콩 증권거래소에 상장되었다. 그러나 2007년 상반기에 옥수수 가격 상승으로 인한 이익 경고와 이익 감소가 발생한 후 주가는 IPO 가격 아래로 떨어졌다.

### 노스다코타 공장
2022년, 그랜드포크스에 제안된 푸펑 공장은 국가 안보 문제로 인해 반대와 법적 문제에 부딪혔다. 시민 단체와 언론인들은 모회사가 중국 정부와 연관되어 있고, 신장 위구르 자치구에서의 회사 노동 관행, 그리고 제안된 공장이 그랜드포크스 공군 기지에 근접해 있다는 점에 대해 우려를 표했다. 특히 공군 기지에 대한 신호정보 및 전자전을 위한 장소로 공장이 사용될 가능성에 대한 우려가 제기되었다.
미국-중국 경제안보검토위원회도 이 공장에 대한 우려를 제기했으며, 미국 상원 정보위원회의 고위 의원들은 반대 의견을 표명하고 미국 외국인 투자심의위원회 (CFIUS)에 해당 거래에 대한 검토를 요청했다. 2022년 9월, 그랜드포크스 시장은 공장 건설을 중단했다.
이에 대응하여 하원 세출위원회는 2023년 예산 법안에서 중국 및 특정 다른 국가의 미국 농지 구매를 금지하는 조치를 시행했다. 2023년 1월, 미국 공군은 제안된 공장이 "국가 안보에 심각한 위협"이 된다고 밝혔다.
2023년 2월 7일, 그랜드포크스 시 관계자들은 옥수수 제분소 건설 계획을 5대 0으로 부결시켰다. 이 투표로 인해 회사는 해당 부지를 소유할 수 있지만, 부지 내 인프라 및 건축 허가는 거부된다.